# Jedlany
Jedlany (en allemand : Jedlan) est une commune du district de Tábor, dans la région de Bohême-du-Sud, en République tchèque. Sa population s'élevait à 86 habitants en 2020.

## Géographie
Jedlany se trouve à 10 km au nord-nord-est de Tábor, à 61 km au nord-nord-est de České Budějovice à 68 km au sud-sud-est de Prague.
La commune est limitée par Nemyšl au nord, par Hlasivo à l'est, par Ratibořské Hory au sud et par Chotoviny à l'ouest.

## Histoire
La première mention écrite du village date de 1369.

## Galerie

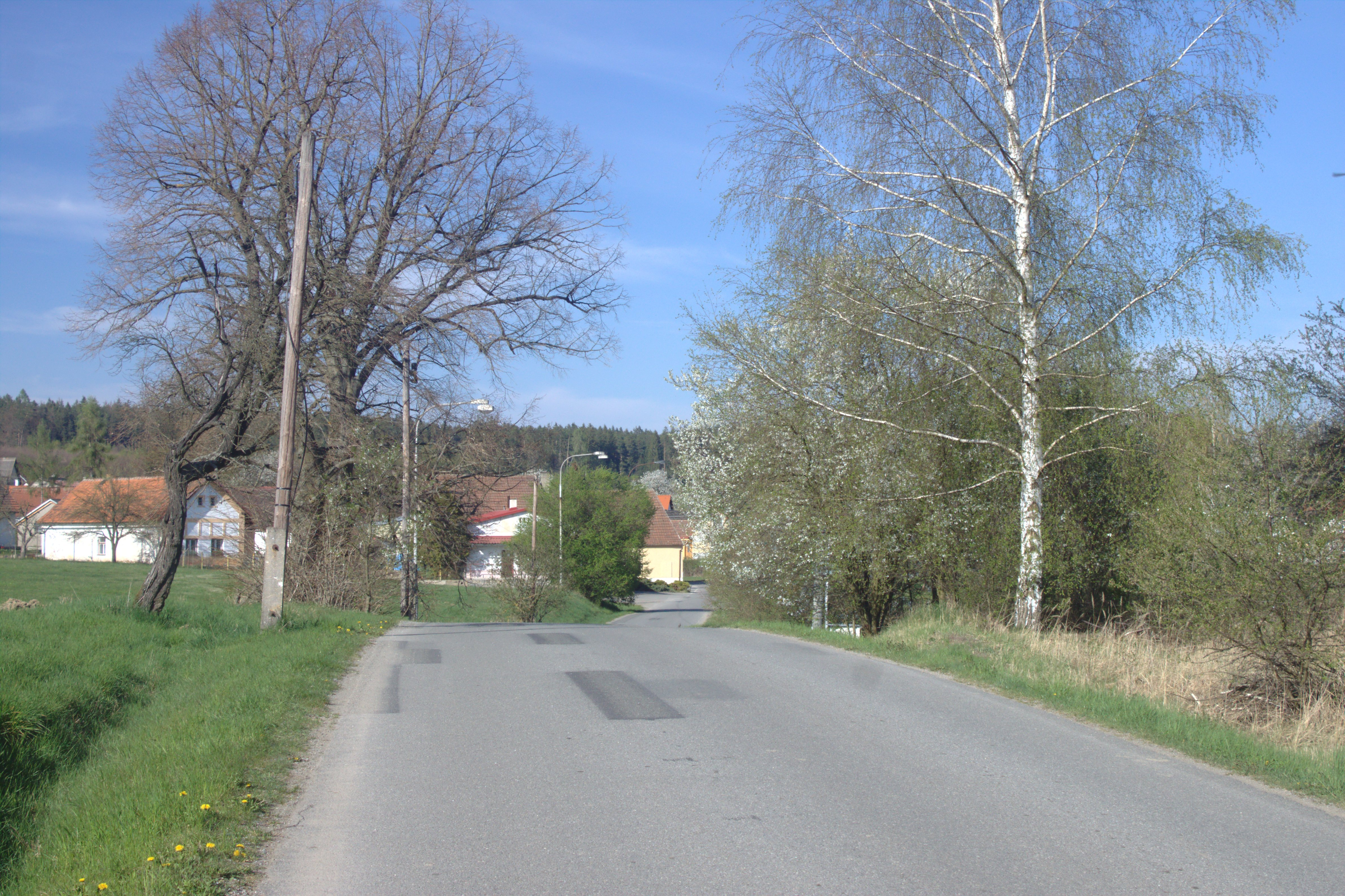
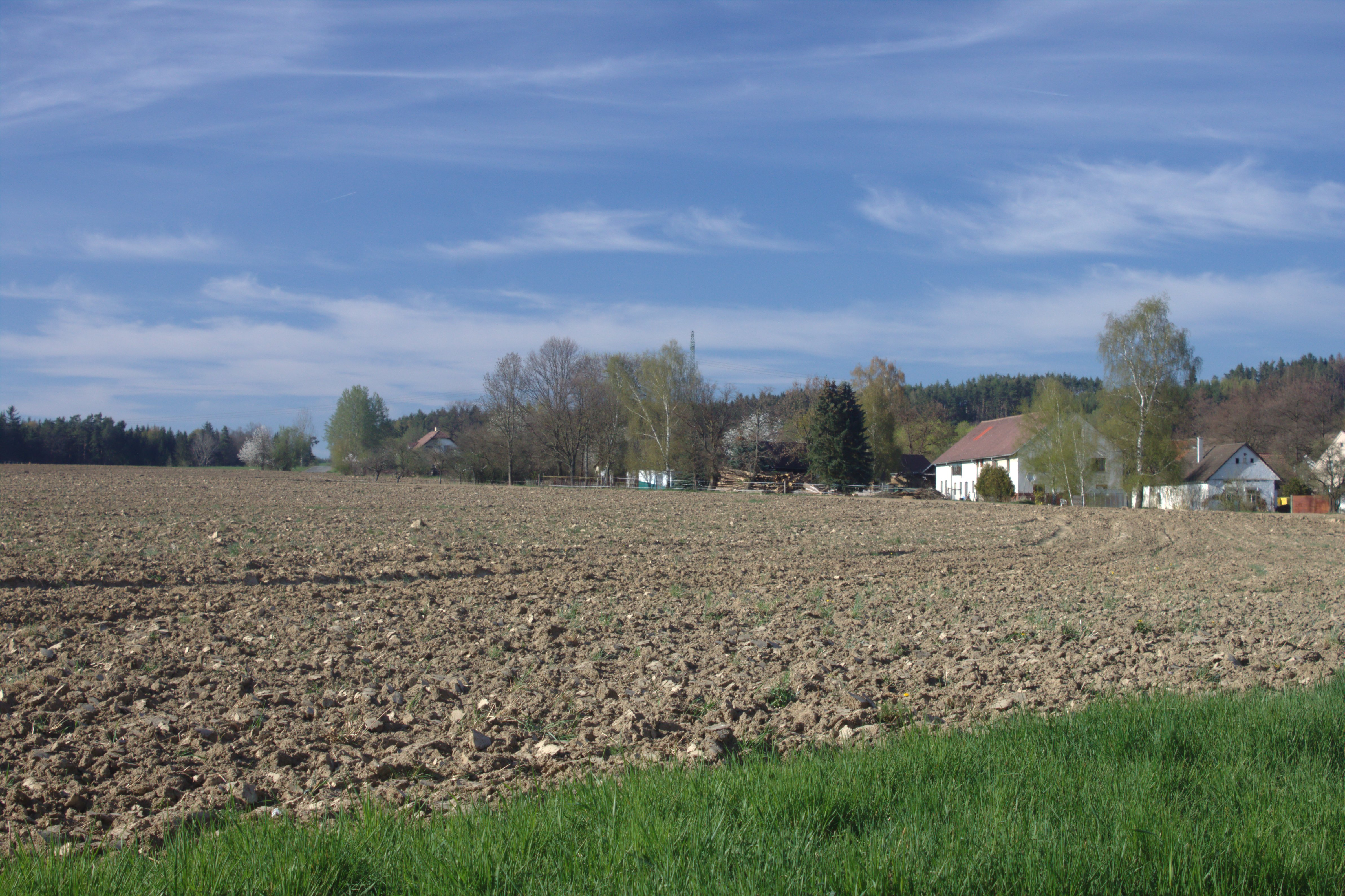
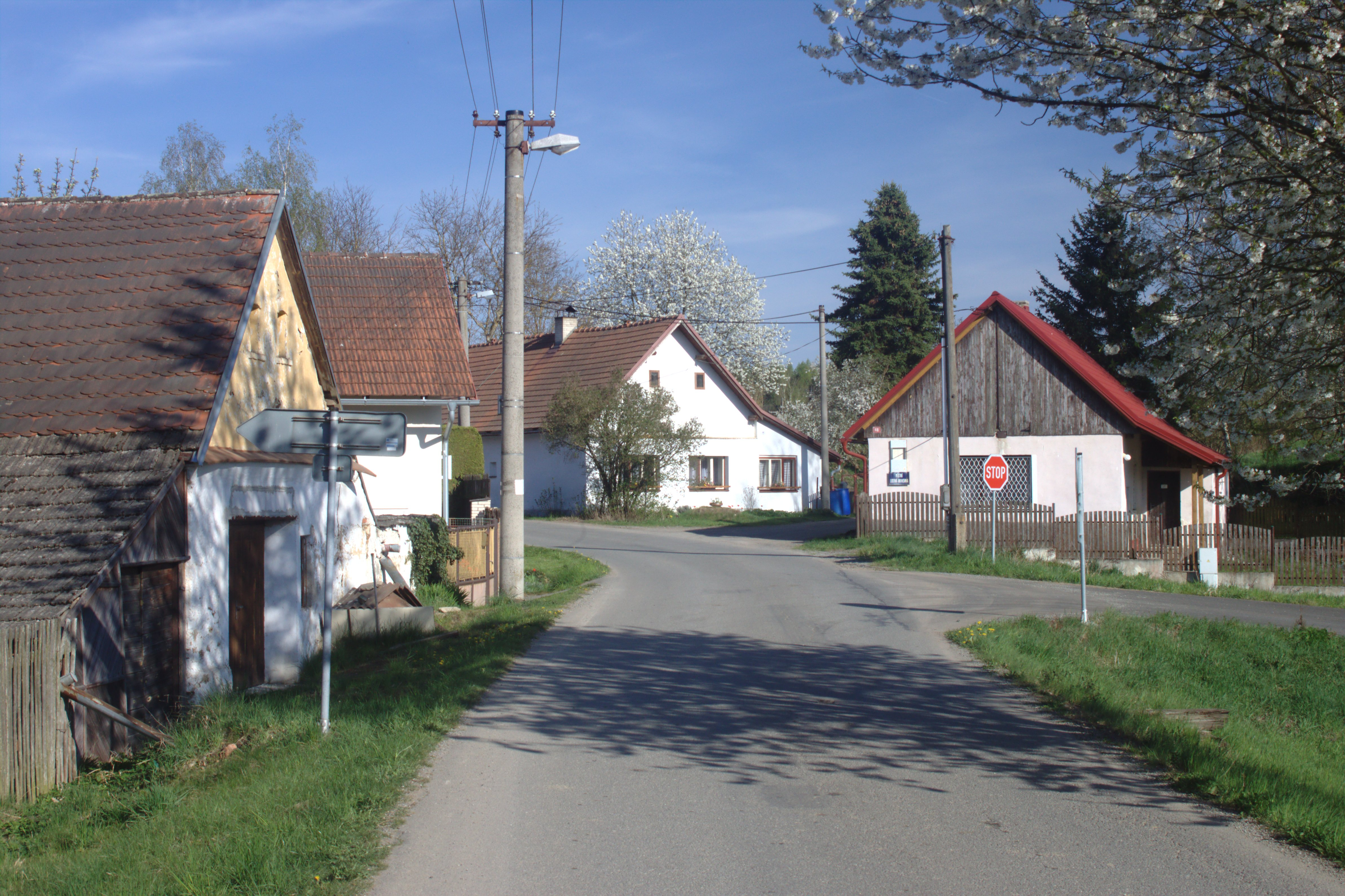
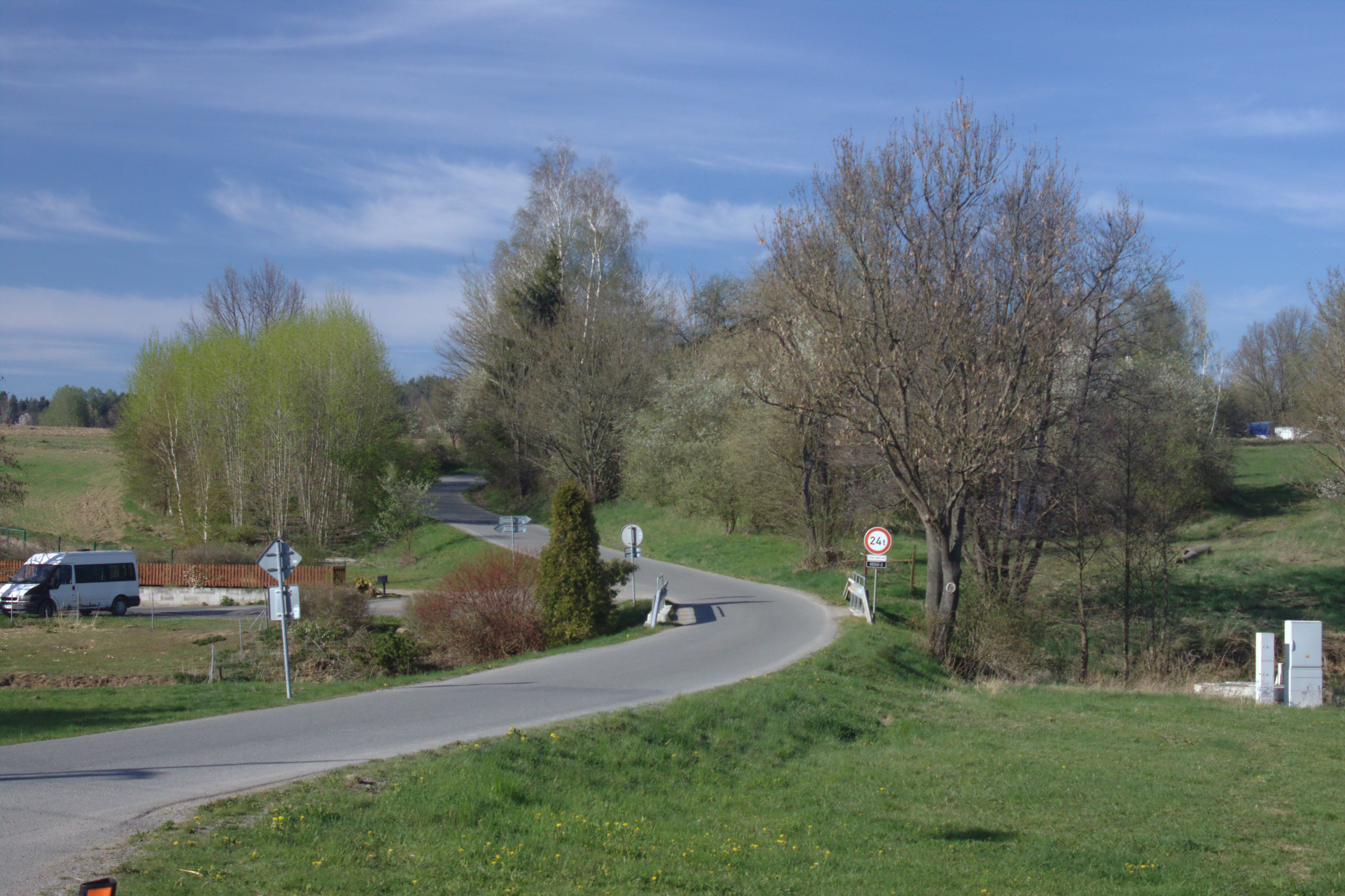